# Високи суд Аустралије
Високи суд Аустралије (енгл. High Court of Australia) савезни је врховни и уставни суд у Аустралији.
Може доносити одлуке у првом степену, а може бити и коначни апелациони суд. Он има право спроводити оцјену уставности закона које доноси Парламент Аустралије и парламенти савезних држава.